# Thysanopyga longistria
Thysanopyga longistria är en fjärilsart som beskrevs av W. Warren 1909. Thysanopyga longistria ingår i släktet Thysanopyga och familjen mätare. Inga underarter finns listade i Catalogue of Life.